# Cadarese
Cadarese (domus Resij) è una frazione di Premia in provincia del Verbano-Cusio-Ossola, nella Valle Antigorio, posta a sud ovest di San Rocco.

## Storia
Dal 1556 un tratto della Valle Antigorio venne sempre e più spesso denominata “Valle di San Rocco”. Infatti, alcune frazioni della Valle (Cadarese Inferiore e Superiore, Caschilieri, Casaguerci, Pioda, Bigiogno, Balmalarice, Passo, Rivasco, Chioso, Casacini e Case Francoli) si costituirono in parrocchia autonoma, separandosi da Baceno e trovando il proprio centro di aggregazione nella chiesa di San Rocco.
Si tratta di frazioni sorte attorno a piccole proprietà familiari, cresciute lentamente su poderi coltivati con molta fatica, che mantengono anche ai nostri giorni il loro nome (fatta eccezione per Caschilieri e Casaguerci che sono confluite nella frazione denominata San Rocco).

## Economia
La popolazione in passato è vissuta soprattutto di agricoltura, allevamento e pastorizia. Dagli anni 20 grazie alla valorizzazione dell'energia idroelettrica, il paese ha visto un discreto sviluppo.

## La centrale idroelettrica
È datata 1928 la centrale idroelettrica di Cadarese, realizzata dall'architetto milanese Piero Portaluppi, professionista che lavorò a lungo per le Imprese Elettriche di Ettore Conti (poi assorbite dalla Edison di Giacinto Motta).
Il dettaglio dell'edificio è molto curato: dalle saette in ferro agli angoli, ai finti balconi in legno per richiamare lo stile abitativo del posto, alle cornici di serizzo sui portoni. La centrale di Cadarese fu dedicata a Carlo Feltrinelli, presidente Edison. Proprio in quegli anni il gruppo industriale lombardo si attestò in Piemonte con le consociate Dinamo e Cieli.

## Le terme
La presenza di una sorgente di acqua calda nel Comune di Premia, è attestata da una bolla di Papa Paolo IV del 1556. Tale documento, delimitando i confini della costituenda parrocchia di San Rocco di Premia, ne identificava il confine a sud con il "rivo dell'acqua calda".
Dai primi mesi del 2005, a sud della frazione è stato aperto uno stabilimento termale che sfrutta le acque ipertermali rinvenute durante un sondaggio geotecnico nel 1992, quando nel corso dei sondaggi per la progettazione di un impianto idroelettrico venne intercettato il percorso sotterraneo dell'acqua e portata in superficie.
Ne vennero dunque analizzate le caratteristiche fisico – chimiche che certificarono che l'acqua è batteriologicamente pura, sgorga ad una temperatura di 42,5 °C, ha un PH di 7,67 ed ha un residuo fisso a 180 °C di 1414 mg/l.
È classificata come "acqua ipertermale, solfato calcica e ricca di minerali".

## Arte e cultura
La frazione di Cadarese ha un oratorio dedicato alla Natività di S. M. Vergine. In esso, oltre alla Natività di Maria, si celebravano le feste di S. Croce, S. Matteo, S. Filippo Neri, S. Lucia.
A Cadarese nacque il pittore secentesco Pietro Antonio de Pietri, di cui si può ancora ammirare la casa natale, nel centro storico del piccolo borgo.